# مسجد الدعوة (غواتيمالا)
مسجد الدعوة في غواتيمالا (بالإسبانية: Mezquita de Aldawaa Islámica) هو مسجد في مدينة غواتيمالا. يتم تشغيله من قبل الدعوة طائفة من الإسلام.
المسجد يقع في 4ta. calle 7-77 في المنطقة 9 من المدينة.
تُقام في المسجد الصلوات الخمس وتُعطى دروس في الدراسات الإسلامية.